# Norovirus
Norovirus je rod virusov iz družine Caliciviridae, ki povzročajo večino nebakterijskih epidemičnih gastroenteritisov. Povzročajo okužbe pri ljudeh vseh starosti.
Norovirus se prenaša po fekalno-oralni poti z okuženo hrano ali vodo, s stikom z okuženo osebo in preko okuženih površin. Norovirusi vsako leto okužijo v svetu okoli 267 milijona ljudi in povzročijo okoli 200.000 smrti. Smrtnost zaradi okužbe z norovirusi je znatno večja v manj razvitih državah, zlasti pri otrocih, starejših in bolnikih z imunsko pomanjkljivostjo.
Okužbo spremljajo slabost, silovito bruhanje, vodena driska, bolečina v trebuhu in v nekaterih  primerih izguba okušanja. Pojavijo se lahko tudi letargija, slabotnost, bolečine v mišicah in zmerna vročina. Bolezen je običajno samoomejujoča in redko pride do hude oblike. Čeravno je lahko okužba z norovirusi zelo nelagodna, običajno ni nevarna in večina bolnikov popolnoma okreva v nekaj dneh.
Norovirus hitro uničijo segrevanje in razkužila na osnovi klora, manj učinkovita pa so alkoholna razkužila in detergenti.
Okužba povzroči običajno le nepopolno in začasno imunost. Po nekaterih podatkih traja zaščitna imunost proti istemu sevu virusa 6 mesecev, po dveh letih pa imunost povsem izzveni.

## Diagnoza okužbe
Za diagnozo okužbe je so na voljo rutinski testi, ki temeljijo na verižni reakciji s polimerazo (PCR) in dajo rezultat v nekaj urah. Ti testi so zelo občutljivi in zaznajo zelo nizko število virusnih delcev v vzorcu.
Na tržišču so tudi testi ELISA, pri katerih poteka zaznava različnih sevov norovisusa s pomočjo protiteles, vendar sta občutljivost in specifičnost teh testov manjši.

## Prenašanje
Norovirusi se prenašajo po večini z neposrednim stikom z okuženo osebo (v 62–84 % vseh poročanih izbruhov bolezni) in posredno z okuženo vodo ali hrano. Gre za zelo nalezljiv virus in že manj kot 20 virusnih delcev (po nekaterih podatkih le 5) lahko povzroči okužbo. Prenos se lahko zgodi z aerosoliziranimi virusnimi delci, na primer v bližini bruhajočega bolnika ali ob splakovanju straniščne školjke s kužno vsebino bruhanja ali driske. Virusi se izločajo tudi po prenehanju simptomov, izločanje virusov je zaznavno še več tednov po okužbi.
Zlasti veliko tveganje za prenos okužbe predstavlja bruhanje, pri čemer se virus prenaša kapljično. Znan je primer, ko je bolnica, ki je bruhala v restavraciji, okužila številne goste in prvotno so domnevali, da je bolezen teh gostov povzročila okužena hrana. Leta 1998 je za šestimi mizami večerjalo 168 oseb in ena od njih, je bruhala po tleh. Osebje je takoj očistilo tla in gostje so nadaljevali z večerjo, čez tri dni pa je 52 od teh zbolelo za simptomi vročine, slabosti, bruhanja in driske. Kasneje so ugotovili, da je zbolelo 92 % oseb, ki je sedelo za isto mizo kot bruhajoča bolnica. Ob sosednjih mizah je zbolelo 70 % gostov, za najbolj oddaljeno mizo pa je zbolelo 25 % oseb. Kasneje so izbruh pripisali okužbi z norovirusom. V kasnejših letih so poročali o še več izbruhih zaradi prenosa okužbe z bruhanjem.
Pri izbruhu v enem od taborov na Nizozemskem je vsak bolnik z gastroenteritisom v povprečju okužil 14 drugih oseb, preden so uvedli stroge higienske ukrepe. Po uvedbi ukrepov je še vedno bolnik povprečno okužil 2,1 osebe.
Ameriški Center za nadzor in preprečevanje bolezni je v študiji preučil 11 izbruhov okužbe z norovirusi v zvezni dravi New York ter ugotovil, da je v sedmih primerih prišlo do prenosa zaradi neposrednega stika z bolnikom, v dveh primerih zaradi okužene hrane, v enem primeru zaradi okužene vode, v enem primeru pa je način prenosa ostal neznan. Do okužbe z vodo lahko pride v bazenih, plavalnih jezerih, vodnjakih, z vodovodno vodo ...
Največje tveganje za prenos okužbe s hrano predstavljajo toplotno nezadostno obdelani lupinarji. Kadar ne gre za lupinarje, je vzrok okužbe s hrano praviloma onesnaženje hrane med obdelovanjem.

## Razvrstitev
Norovirusi so genetsko raznovrstna skupina virusov z enoverižno RNK, ki spadajo vb družino kalicivirusov. Po Mednarodnem komiteju za taksonomijo virusov spada v rod norovirusov le ena vrsta, in sicer virusi Norwalk. Različni serotipi, sevi in izolati norovirusov pa vključujejo:
- virus Norwalk;
- virus Havaji;
- virus Snežnega gorovja;
- virus Mehika;
- virus Desert Shield;
- virus Southampton;
- virus Lordsdale;
- virus Wilkinson.[24]

Noroviruse genetsko razvrščajo v pet genetskih skupin (GI, GII, GIII, GIV in GV), ki jih nadalje delijo v genotipe. Genetska skupina, ki pri ljudeh najpogosteje povzroča okužbe, je genetska skupina II (virus Bristol, virus Lordsdale, virus Toronto, virus Mehika, virus Havaji, virus Snežnega gorovja), ki trenutno obsega 19 genotipov. Pri ljudeh povzročajo okužbo tudi norovirusi genetskih skupin I (virus Norwalk, virus Desert Shield, virus Southampton) in IV, medtem ko genetska skupina III okuži govedo, genotip V pa so osamili pri miših.
Norovirus, ki med odraslimi povzroči največ izbruhov gastroenteritisa, spada v genetsko skupino II in genotip 4 (okrajšano GII.4) ter se pojavlja po vsem svetu.